# کوکا، سگویا
کوکا، سگویا (انگلیسی: Coca, Segovia) یک دهستان‌های اسپانیا در استان سگوبیا (استان)، مرکز اسپانیا، بخشی از جامعه خودمختار کاستیا و لئون است.